# Mitchell Jenkins
Mitchell Jenkins (* 24. Januar 1896 in Forty Fort, Luzerne County, Pennsylvania; † 15. September 1977 in Wilkes-Barre, Pennsylvania) war ein US-amerikanischer Politiker. Zwischen 1947 und 1949 vertrat er den Bundesstaat Pennsylvania im US-Repräsentantenhaus.

## Werdegang
Mitchell Jenkins besuchte die öffentlichen Schulen in Kingston und das dortige Wyoming Seminary. Während des Ersten Weltkrieges diente er von 1917 bis 1919 in der US Army, in der er bis zum Oberleutnant aufstieg. Nach dem Krieg setzte er seine Ausbildung an der Wesleyan University in Middletown (Connecticut) fort. Nach einem anschließenden Jurastudium an der New York University School of Law in New York City und seiner 1924 erfolgten Zulassung als Rechtsanwalt begann er in Wilkes-Barre in diesem Beruf zu arbeiten. Von 1938 bis 1946 war er stellvertretender Bezirksstaatsanwalt im Luzerne County. Seit 1926 war er Mitglied der Nationalgarde von Pennsylvania, in der bis Februar 1941 vom einfachen Soldaten bis zum Oberstleutnant aufstieg. Während des Zweiten Weltkrieges diente er als Oberst in der Army. Später erhielt er den Rang eines Brigadegenerals im Ruhestand der Nationalgarde. Politisch war er Mitglied der Republikanischen Partei.
Bei den Kongresswahlen des Jahres 1946 wurde Jenkins im elften Wahlbezirk von Pennsylvania in das US-Repräsentantenhaus in Washington, D.C. gewählt, wo er am 3. Januar 1947 die Nachfolge des Demokraten Daniel J. Flood antrat, den er bei der Wahl geschlagen hatte. Da er im Jahr 1948 nicht mehr zur Wiederwahl antrat, konnte er bis zum 3. Januar 1949 nur eine Legislaturperiode im Kongress absolvieren. Diese war von den Ereignissen des beginnenden Kalten Krieges geprägt.
Nach dem Ende seiner Zeit im US-Repräsentantenhaus praktizierte Mitchell Jenkins wieder als Anwalt. In den Jahren 1949 und 1950 war er noch einmal stellvertretender Bezirksstaatsanwalt im Luzerne County. Er starb am 15. September 1977 in Wilkes-Barre.